# Сер-Варанґер
69°43′43″ пн. ш. 30°02′31″ сх. д. / 69.72861° пн. ш. 30.04196° сх. д.
Сер-Вара́нґер (норв. Sør-Varanger, півн.-саам. Mátta-Várjjaga gielda, фін. Etelä-Varanki) — комуна Норвегії, розташована в її найсхіднішій точці, у фюльке Тромс-ог-Фіннмарк. За східним кордоном комуни лежить російський Печензький район (що був у 1920—1944 роках фінською областю Петсамо).
У Сер-Варанґері, в селі Нейден, розташований центр колтта-саамської культури Норвегії — Østsamisk museum.
Від кінця травня 2012 року діє угода про безвізове пересування на прикордонних територіях жителів Сер-Варанґеру та російського Печензького району.

## Етимологія
Назва комуни Sør-Varanger походить від назви фіорду. Перша частина назви, елемент ver, означає «рибальське село», а друга частина, angr, означає «фіорд». Ймовірно, спочатку назва стосувалась іншого фіорду, який зараз має назву Meskfjorden. Слово Sør у перекладі з норвезької означає «південь». До 1964 року існувала також комуна з назвою Nord-Varanger[джерело?].

## Герб
Сучасний герб комуни затвердили 16 квітня 1982 року. На ньому зображено три сполохи полум'я, які символізують основні статті доходу комуни: сільське господарство, гірничу промисловість та рибальство, а також три річки комуни: Нейден, Паз і Якобсельв та три культури: норвежців, фінів і саамів.

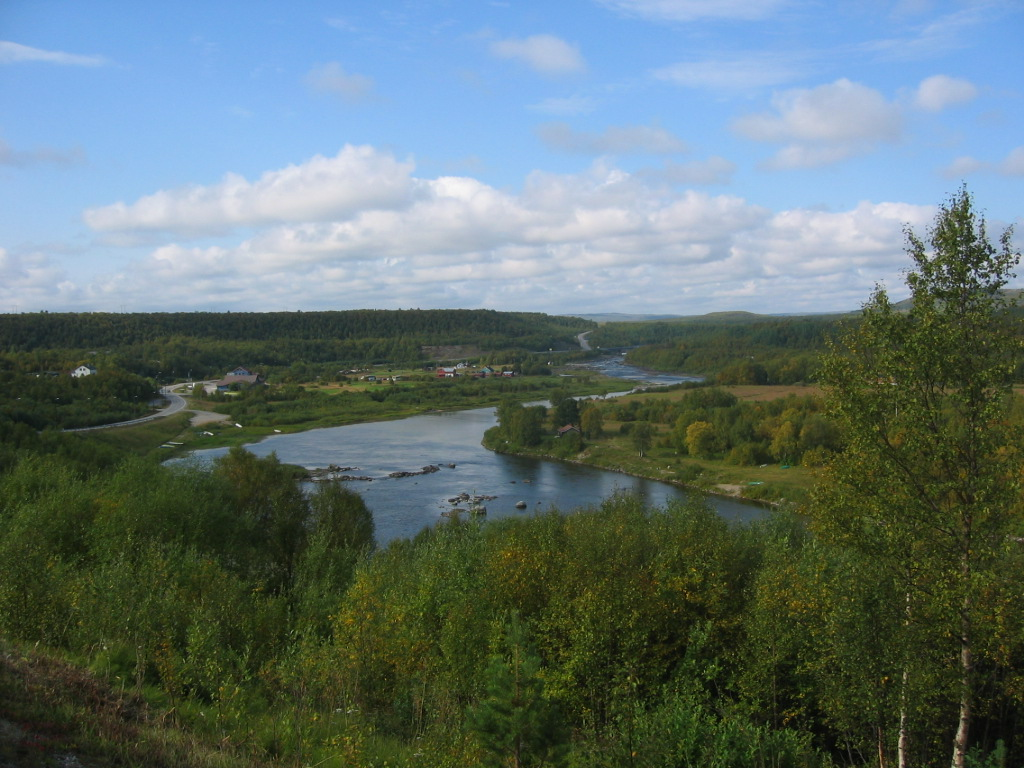
Річка Нейден

Площа муніципалітету становить 3968 км2. Сер-Варанґер має державний кордон із Росією та Фінляндією. Адміністративним центром комуни є місто Кіркенес — одне з найбільших міст губернії Фіннмарк. У Кіркенесі розташовані російське консульство та комісаріат, який відповідає за кордон між Норвегією та Росією. Інші містечка комуни — Бугейнес і Нейден, є також кілька населених пунктів уздовж річки Паз.
Територія комуни — горбиста рівнина з порізаними фіордами берегами та безліччю островів. Корінні породи тут складені гнейсом та гранітом із вкрапленнями діабазів, слюдяних сланців та кварцитів. Південну частину муніципалітету займає велика долина річки Паз, вкрита густою рослинністю. У комуні — низка сульфідних родовищ із високим вмістом міді, а також залізорудні родовища. Останні є найбільшими з відомих у Норвегії; у 1906—1997 роках їх розробляла компанія A/S Sydvaranger. В північно-східній частині муніципалітету промислові викиди з російських прикордонних міст Нікель і Заполярний створюють екологічні проблеми, завдаючи найбільшої шкоди оленячим пасовищам та іхтіофауні регіону .
Більшість території комуни вкривають соснові і березові ліси. Є також великі безплідні пустки поблизу узбережжя Баренцового моря. У долині річки Паз лежить національний парк Евре-Пасвік, де охороняються незаймані ліси, що складаються з масивів сосни з окремими ділянками ялинників. Тут мешкає найбільша в Норвегії популяція бурих ведмедів; зустрічаються також інші великі хижаки — вовк, рись, росомаха. Численна популяція лосів. Зустрічається європейська козуля. Козулі прийшли в Сер-Варанґер узбережжям із південніших районів Норвегії, і нині тут проходить північна межа ареалу.

## Історія

### Рання історія. Саами

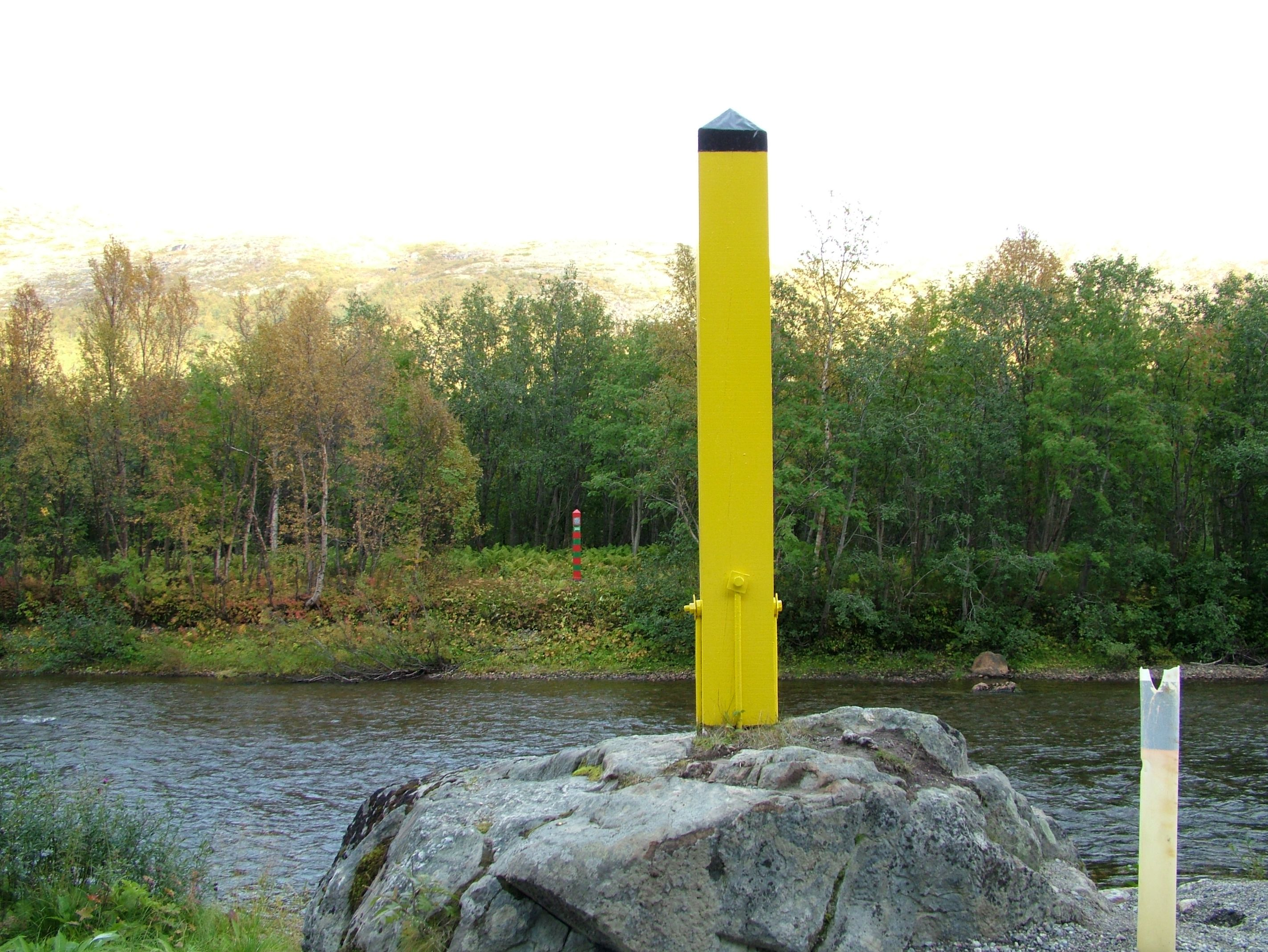
Прикордонний стовп на кордоні Росії та Норвегії у Гренсе Якобсельві

Перші виявлені на території Сер-Варанґеру поселення відносять до ранньої кам'яної доби. На території комуни знайдені знаряддя для звіробійного промислу і рибальства, поховання. Ще більше знахідок відносять до пізньої кам'яної доби — вироби з кістки з красивим орнаментом, знаряддя праці зі сланцю та діабазу. Серед знахідок, віднесених до залізної доби, з'являються вироби з міді та бронзи. У цей час починає формуватися як особлива етнічна група корінне населення Сер-Варанґерау — східні саами (сколти). Закладаються похоронні звичаї, форма проживання, стилі орнаменту на кістці та вишивки. Збільшується число поселень у Пазькій долині, де складається особливий тип кераміки («пазька кераміка»). Основним заняттям східних саамів було оленярство; до кінця середньовіччя вони вели кочовий спосіб життя, проводячи літо на узбережжі, а зиму у внутрішніх районах. Саами, які жили вздовж річки Паз, влітку разом із тваринами відкочовували до берегів Яр-фіорду і Бек-фіорду. У XVI столітті східні саами прийняли православну віру, і нагадуванням про православну культуру служать храми в російському Борисоглібському і норвезькому Нейдені. За переказами, ці церкви заснував російський чернець Трифон Печензький, який хрестив саамів. Крім православних східних саамів, від середини XVIII століття територію Сер-Варанґера населяли також північні саами, які сповідували лютеранство. Вони проникали з західніших і північніших районів Тани і Варанґеру. Саамське населення складалося з сіїд — груп сімей.
На історію сколтів значно вплинуло встановлення кордонів у ХІХ столітті. Згідно з укладеним 1826 року договором між Росією та Норвегією, територія нинішнього Сер-Варанґеру відійшла до Шведсько-норвезького королівства. Кордон було демарковано по річках Паз і Якобсельв. На лівому, норвезькому березі річки Паз утворено анклав площею 1 км2 з церквою Бориса та Гліба, створений задля збереження православного храму в межах російської території.
Східні саами, що належали до найзахіднішої сіїди — нейденської — після демаркації кордонів стали підданими шведсько-норвезької корони. Центральну, пазьку сіїду розділено між Росією та Норвегією по річці Паз. Східна сіїда, печензька, повністю опинилася в межах Росії. У XIX столітті саами Сер-Варанґеру зазнавали норвегізації. Саами ж із пазької сіїди, які проживали на території Норвегії та Росії, після Тартуського мирного договору 1922 року між РРФСР і Фінляндією, оселилися переважно у Борисоглібському, що відійшло до Фінляндії. Після того, як 1944 року регіон Петсамо відійшов до Радянського Союзу, пазькі саами стали переважно громадянами Фінляндії.

### Норвегізація
Сер-Варанґер існує в сучасних кордонах від 1858 року, коли в окрему адміністративну одиницю виділено південну частину муніципалітету Вадсьо.
Від середини ХІХ століття починається активна фінська імміграція у район Сер-Варанґеру. Фінська культура поєднувалася тут із місцевою, саамською. Фінських іммігрантів норвежці називали квенами.
У другій половині XIX століття і в першій половині XX століття норвезький уряд прагнув залучати до Сер-Варанґеру нових переселенців. Активна норвезька колонізація стартувала у 1860-х роках із початком будівництва доріг. На той час основною мовою Пазької долини була фінська. У ході розпочатої норвегізації місцеве населення зазнавало утисків; використання саамської та фінської мов повсюдно обмежувалося, від 1889 року навчання було можливе лише норвезькою мовою. В результаті політики норвегізації донині на території Норвегії не залишилося жодного носія колтта-саамської мови. Для закріплення статусу норвезької мови 1905 року відкрито школи-інтернати у Сванвіку та Нейдені. У 1934—1939 роках у Сванвіку створено дослідне господарство, однією з цілей якого було навчання переселенців. 1936 року перших учнів прийняла Сванвіцька молодіжна школа, що давала теоретичні та практичні знання зі сільського господарства (1944 року шкільну будівлю спалили під час відступу німецькі військ). Іншим напрямом колонізації було поширення лютеранства. 1862 року побудовано церкву в Кіркенесі, 1869 року — кам'яну каплицю в Гренс-Якобсельві на кордоні з Росією.
Важливою віхою в історії Сер-Варанґеру стало освоєння відкритого 1866 року залізорудного родовища. Для видобутку місцевої залізної руди 1906 року створено акціонерне товариство Sydvaranger, а через чотири роки почато видобуток руди. Це призвело до економічного підйому в Сер-Варанґері. Якщо 1900 року чисельність населення комуни становила 1912 осіб, то 1920 — вже 4800. Етнічний склад населення Кіркенеса також змінився; до освоєння родовища переважали саами, фіни та росіяни, а вже у 1920-і роки населення стало переважно норвезьким. Компанія Sydvaranger побудувала електростанції, що постачали електроенергією рудники; у 1910-х роках електрифіковано Кіркенес, у 1930-х роках електрика прийшла до Пазької долини. Для доставки руди від копалень до порту побудовано залізницю Кіркенес — Бйорневатн, яка до 2010 року була найближчою до полюса материковою залізницею на Землі. Згодом компанія Sydvaranger побудувала в Кіркенесі будинок культури, басейн та кінотеатр.
Остання велика хвиля норвезької колонізації почалася в 1920-х роках, після того, як 1920 року прилеглий до Сер-Варанґеру зі сходу регіон Петсамо відійшов Фінляндії. Фіни активно розвивали новопридбану територію: будувалися дороги, магазини, школи, церкви і туристичні станції. Населення норвезької сторони Пазької долини приїжджало на фінську територію по каву, цукор і борошно, що коштували в Норвегії дорожче. Норвегія розвивала свою частину Пазької долини у своєрідному суперництві з Фінляндією. 1935 року побудовано Мослінзьку дорогу (за ім'ям керівника освоєння Пазької долини Сверре Мослінга), що простяглася вздовж усієї Пазької долини до Гренсефоських порогів біля кордону з Фінляндією (приблизно в ті ж роки Фінляндія продовжила по своєму боці річки Паз Дорогу до Льодовитого океану, що веде в порт Ліїнахамарі). У 1920-х роках, коли стало відомо про плани фінів побудувати церкву в Сальміярві (нині територія Росії), місцевий губернатор Люнд ухвалив рішення про будівництво церкви на норвезькому боці річки Паз. Нову церкву у Сванвіку освячено 5 вересня 1934 року. Прикордонна річка Паз стала важливою транспортною артерією. Норвезький Сванвік і фінське Сальміярві було з'єднано поромною переправою; озером Ланґваннет курсував маршрутний пароплав. Контакти між населенням по обидва боки кордону були дуже тісними. Так, фінська й норвезька молодь щорічно збиралася на пагорбі біля Ланґваннету в ніч на свято Івана Купала. З початком радянсько-фінської війни контакти між фінським і норвезьким населенням Пазької долини майже припинилися.

### Друга світова війна

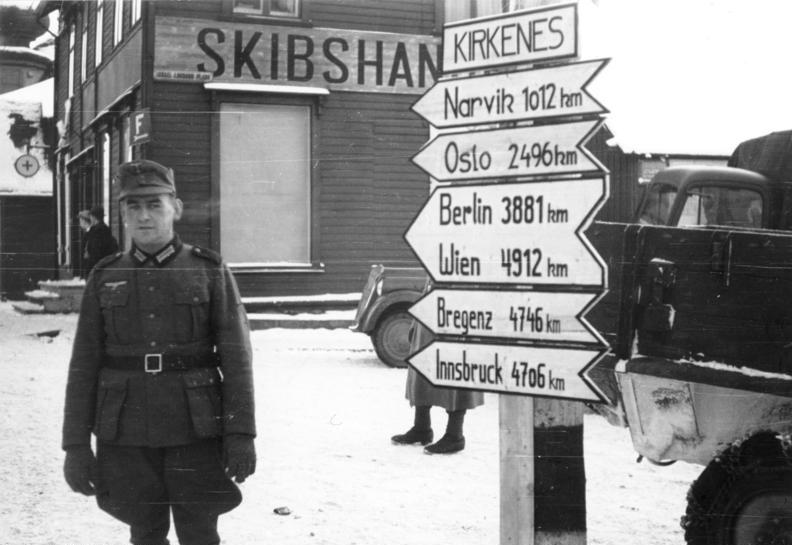
Німецький солдат у Кіркенесі

1940 року комуну Сер-Варанґер разом з усією Норвегією окупувала Німеччина. Добре укріплене портове місто Кіркенес стало важливим опорним пунктом німецьких військ у Заполяр'ї — ключовою базою для запланованого наступу на Мурманськ. Перші німецькі частини прибули на територію комуни в червні—липні 1940 року. Після німецького нападу на Радянський Союз у Сер-Варанґері було створено 14 таборів для військовополонених. Частина населення вступала в партизанські загони, що боролися з німцями (одним із найвідоміших місцевих партизанів був Освальд Хар'ю, який після закінчення війни провів більше 10 років у таборах ГУЛАГу). У воєнні роки Кіркенес часто бомбардувала радянська авіація; на місто здійснено 320 авіанальотів. Близько 2 тисяч осіб постійно ховалися в тунелі на руднику в Бьорневатне, що належав компанії A/S Sydvaranger. Після війни в Кіркенесі вціліло лише 13 будинків. Села Сер-Варанґеру постраждали меншою мірою. Німецьку окупацію восени 1944 року знято в результаті Петсамо-Кіркенеської операції. Німецькі війська відступали поспіхом, знищуючи будинки та об'єкти інфраструктури. Комуну Сер-Варанґеру звільнено першою — частини Червоної армії вступили сюди 24 жовтня 1944 року. 25 вересня 1945 року радянські війська покинули Сер-Варанґер.

### Післявоєнний період
1944 року регіон Петсамо передано Радянському Союзу, 1947 року проведено демаркацію радянсько-норвезького кордону на основі документів демаркації 1826 року та уточненої карти кордону 1895 року. На радянсько-норвезькому кордоні встановлено суворий прикордонний режим. На норвезькому боці організовано прикордонну службу, на території аеропорту Хойбуктмоен розгорнуто гарнізон Сер-Варанґеру (GCV). Ще більше посилення охорони кордону відбулося після вступу Норвегії 1949 року до НАТО. Поліційний округ Сер-Варанґеру був першим у Норвегії за кількістю службовців, частина місцевих жителів перебували під наглядом як можливі радянські агенти. 7 червня 1968 року відбулося загострення ситуації на кордоні, коли війська з обох боків було приведено в стан бойової готовності. Тривогу знято 12 червня.
Контакти між населенням з обох боків кордону, проте, було повністю розірвано. Зберігалося співробітництво в галузі культури та спорту. Чимало норвежців працювали на радянській території під час будівництва каскаду ГЕС на річці Паз у 1960-ті роки. 1965 року, після закінчення будівництва Борисоглібської ГЕС, СРСР надав норвежцям можливість безвізового в'їзду в селище Борисоглібський, проте через рік норвезький уряд відмовився продовжувати проєкт, побоюючись радянських агентів.
1991 року, після перебудови в Радянському Союзі, кордон відкрили для пересування. 11 січня 1993 року в Кіркенесі на зустрічі міністрів закордонних справ Росії та країн Північної Європи ухвалено рішення про створення Ради Баренцевого/Євроарктичного регіону. Проголошеною метою Ради є сприяння сталому розвитку Баренцевого регіону, куди входять північні частини Норвегії, Швеції та Фінляндії, а також 5 суб'єктів північного заходу Російської Федерації. У 1990-ті роки сформувалося міцне економічне та культурне співробітництво з Росією. Норвезькі фірми отримували будівельні контракти в Нікелі, Заполярному, Мурманську. Російські громадяни почали приїжджати до Кіркенесу по різноманітні товари; норвежці також їздили на закупи до найближчих російських міст. Збільшення числа гостей із Росії призвело до того, що вуличні покажчики та цінники в магазинах Кіркенеса часто дублюються російською мовою. У порт Кіркенес постійно заходять російські судна (до 750 на рік), щодня в порту перебуває в середньому 20 російських траулерів. В останній четвер кожного місяця на одній із площ Кіркенеса розгортається «російський ринок», де продають свої товари продавці з Росії.

## Економіка
Підприємства промисловості та сфери послуг зосереджені переважно в центральній частині Кіркенеса. На території муніципалітету — низка фермерських господарств, що спеціалізуються на розведенні великої рогатої худоби. Традиційно розвинене оленярство; у межах комуни — два оленярські округи: у Яр-фіорді та в Нейдені. У долині річки Паз ведеться дрібна заготівля деревини. Розвинене також рибальство, яке є основним заняттям жителів північно-західної частини комуни, на березі Варанґер-фіорду. Бугейнес — єдине рибальське село комуни. Промисловість представлена залізорудним кар'єром у передмісті Кіркенеса Бйорневатн та судноремонтним підприємством Kimek AS у Кіркенесі. На території комуни діють також 4 гідроелектростанції, найбільші з них Скугфосс (запущено 1964 року) та Мелькефосс (введено 1978 року). Сумарне виробництво електроенергії 2016 року склало 450 ГВт·год.
У Кіркенесі тричі на тиждень виходить газета Sør-Varanger.
Рівень безробіття в комуні Сер-Варанґер найвищий із комун Фіннмарка (у грудні 2018 року — 2,7 %).
Від другої половини 1990-х років важливого значення у господарстві муніципалітету набула економічна співпраця з Росією.

## Соціальна сфера
У Кіркенесі є лікарня, середня школа, кілька готелів. У селищі Сванвік діють дослідницький центр сільського господарства та екології Сванховд (заснований 1992 року), підрозділ Норвезького агентства з радіаційного захисту та школа. Всього на території комуни 11 шкіл (10 початкових та одна середня), 2 спортзали, плавальний басейн (у Кіркенесі). У муніципалітеті близько 30 спортивних команд.

## Транспорт
Територією комуни проходить кінцева ділянка траси Е06. З Кіркенеса до кордону з Росією (Стурскуг) і далі в Нікель і Мурманськ веде траса Е105. У селі Гессенг від траси Е105 відгалужується дорога 885, яка веде в долину річки Паз і закінчується в селі Нюруд. У селі Скуртстуг від траси Е105 відгалужується шосе 886, що веде в Гренсе Якобсельв.
Кіркенес — кінцевий пункт морського маршруту Hurtigruten. Під Кіркенесом розташований аеропорт, звідки виконуються прямі рейси в Осло (Гардермуен), Алту і Тромсе, а також чартерні рейси.

## Пам'ятки

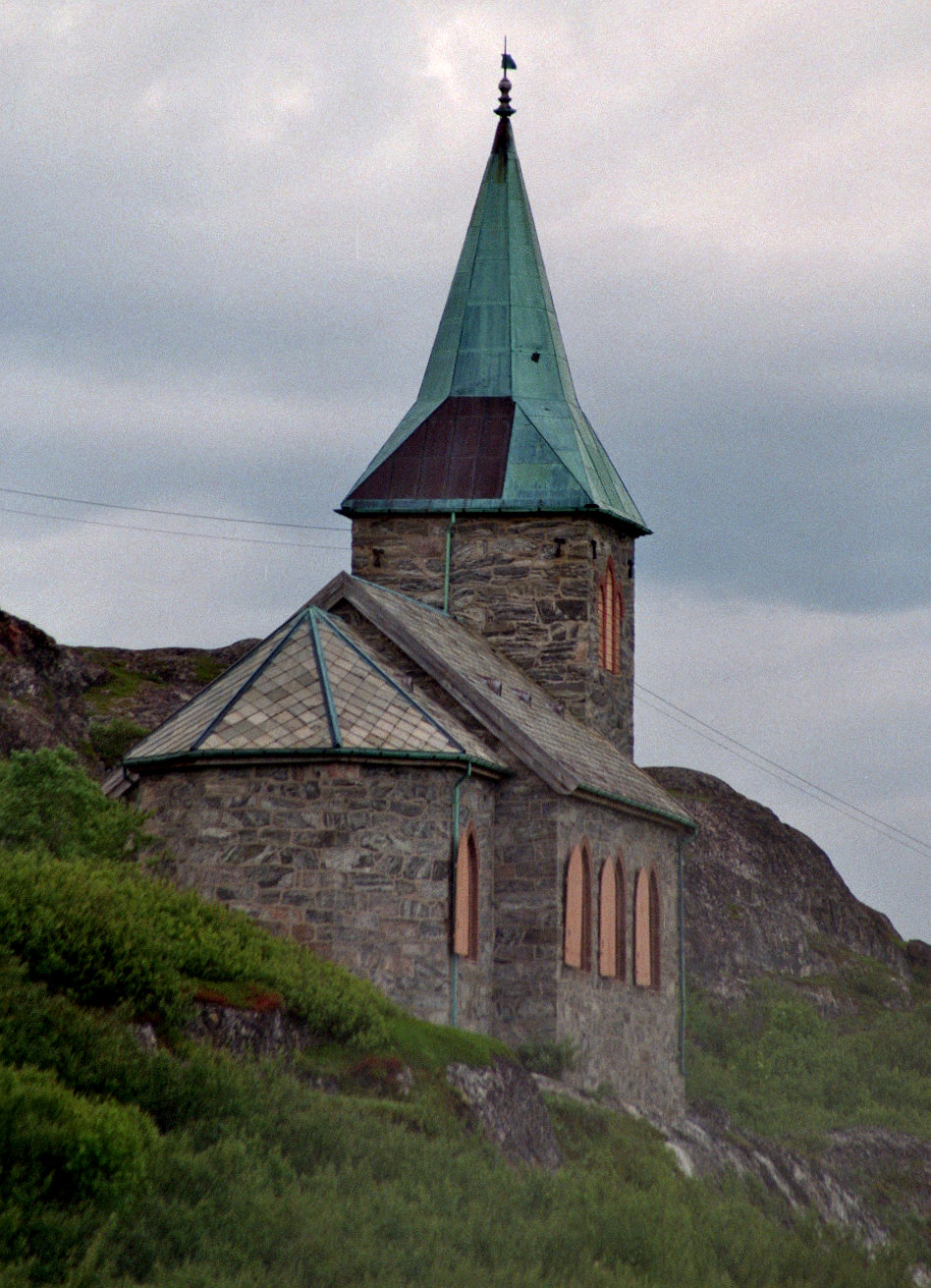
Каплиця Оскара II в Гренсе Якобсельві. Вигляд з російської території

З пам'яток комуни можна відзначити православну каплицю св. Георгія в Нейдені, каплицю Оскара II в Гренсе Якобсельві, на кордоні з Росією (побудовано 1869 року), а також доісторичні споруди у вигляді лабіринтів. Туристів приваблює також «Висота 96», оглядова точка, з якої відкривається панорама російської території з селищем Нікель та мальовничою долиною річки Паз.
- Пам'ятник солдатам Червоної армії на площі Руаля Амундсена (Роальд Амундсен гате) у Кіркенесі (норвезька назва — Russemonumentet — «Російський монумент[no]»).
- Музей Пограниччя в Кіркенесі з експозицією, присвяченою історії краю. У межах є ще кілька підрозділів музею: музей, що працює лише влітку, в Странді (розміщений у типовій зробленій із колод будівлі школи-інтернату, зведеній 1905 року); колишній торговий будинок купецької сім'ї Ебенсен у Бугейнесі; садиба фінських переселенців Лабахо на річці Нейден[16].
- Музей саамського художника Йона Савіо[no] (відкрито 1994 року)[16].

Популярні види дозвілля — ловіння лосося в річках комуни, полювання на лося або тетеруків, катання на снігоходах.

## Міста-побратими
- Сєвероморськ